# Tropicana Resort & Casino
Il Tropicana Resort & Casino era un albergo casinò situato nella Las Vegas Strip a Las Vegas.
L'albergo disponeva di 1658 stanze ed era attaccato al casinò di 4600 metri quadrati. Il Tropicana possedeva anche uno spazio per convention ed esibizioni di 9300 metri quadrati.
Ha aperto il 4 aprile 1957. Il Tropicana ha chiuso battenti il 2 aprile 2024, per essere demolito alla fine del 2024, lasciando il posto al nuovo stadio di baseball di Las Vegas.